# Sebdeniales
Ordre
Les Sebdeniales sont un ordre d'algues rouges de la sous-classe des Rhodymeniophycidae, dans la classe des Florideophyceae. 

## Liste des familles
Selon AlgaeBase (1 août 2012), ITIS (1 août 2012) et World Register of Marine Species (1 août 2012) :
- famille des Sebdeniaceae Kylin, 1932

Selon NCBI (1 août 2012) :
- famille des Sebdeniaceae
  - genre Crassitegula
  - genre Sebdenia